# Echinocereus barthelowianus
Echinocereus barthelowianus, conocida comúnmente como alicoche de Santa María, es una especie de planta suculenta perteneciente al género Echinocereus, dentro de la familia Cactaceae. Es endémica del noreste de México (concretamente de la Isla Magdalena y la Isla Santa Margarita, en el estado de Baja California Sur).

## Descripción

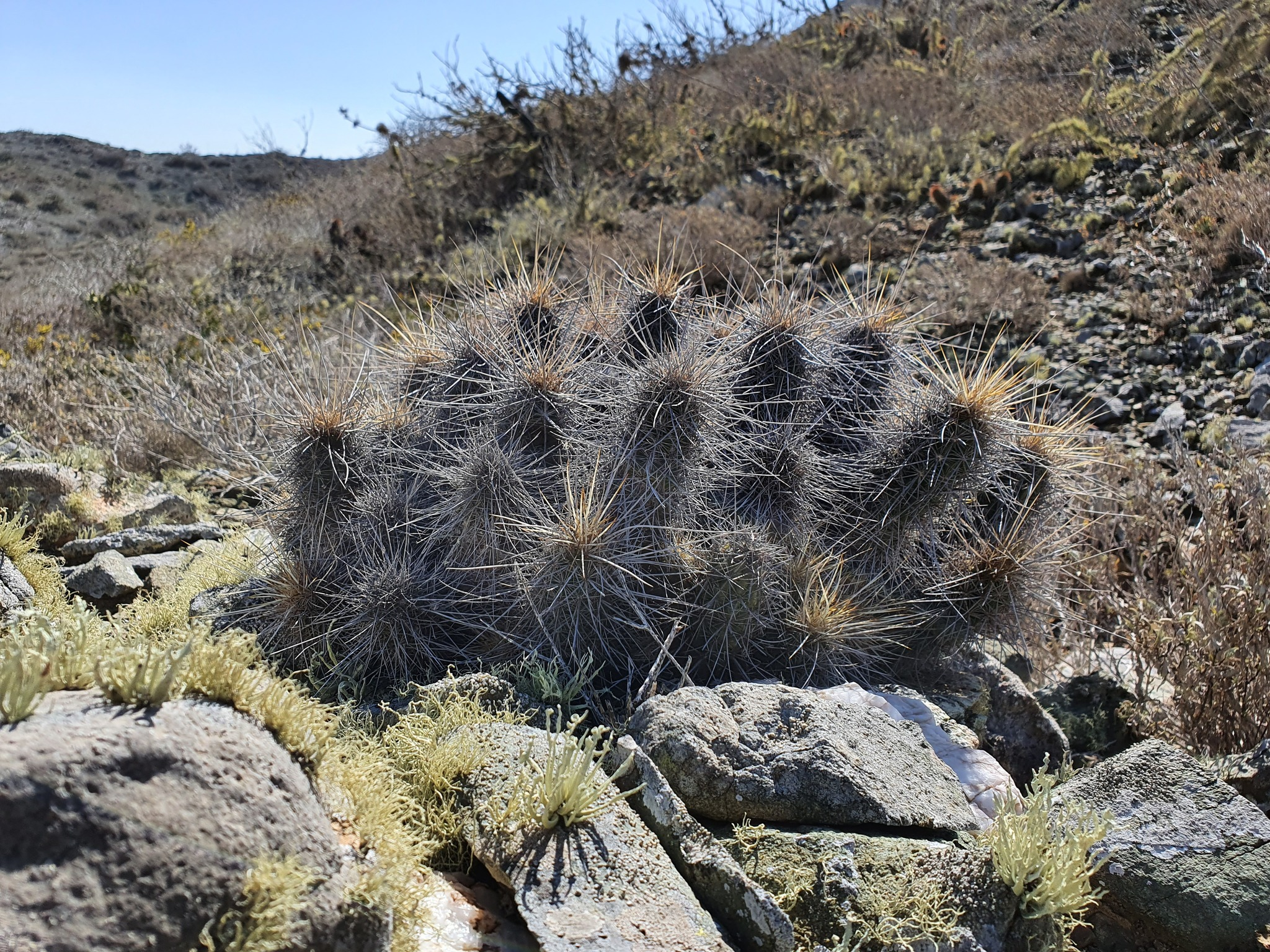
Planta en forma de grupo

Echinocereus barthelowianus es una especie de cactus que se ramifica y forma grupos de hasta 80 cm de diámetro. Los tallos individuales son erectos, de forma cilíndrica, y alcanzan alturas de entre 10 y 30 cm, con un diámetro de 3,5 a 5 cm.
La planta presenta entre 8 y 10 costillas ligeramente tuberculadas, aunque estas permanecen ocultas por una densa cobertura de espinas. Las areolas, grandes y con una felpa blanca en los ejemplares jóvenes, se distribuyen a lo largo de los tallos con una separación de 2 a 5 mm entre sí.
Las espinas tienen forma de daga y varían en color según la edad: son rosadas o rojizas cuando jóvenes, luego se tornan blancas o amarillas con puntas marrones o negruzcas, y finalmente adquieren un tono gris. La planta desarrolla entre 5 y 9 espinas centrales, rectas y robustas, que alcanzan hasta 7 cm de largo, además de hasta 18 espinas radiales de entre 1 y 2 cm de longitud.
Las flores se desarrollan desde el ápice de los tallos hasta su base. Tienen forma de embudo ancho y un color lavanda. Miden entre 1 y 5 cm de largo y entre 4 y 6 cm de diámetro. Los segmentos del perianto son oblongos y miden entre 3 y 4 mm. El ovario, de tamaño muy reducido y con superficie tuberculada, posee areolas con entre 6 y 12 espinas de puntas blancas o rosadas, que alcanzan aproximadamente la mitad del largo de la flor.

### Especies similares
Esta especie a menudo se confunde con Echinocereus brandegeei, pero presenta espinas entrelazadas más largas y atractivas. Cuando no está en flor, también es muy difícil distinguirla con certeza de Cochemeia halei.

## Distribución y hábitat
El área de distribución nativa de esta especie es el noroeste de México (concretamente en la Isla Magdalena y la Isla Santa Margarita, en el estado de Baja California Sur) y habita principalmente en biomas desérticos o de matorral seco, desde la costa hasta los 300 metros de altitud.

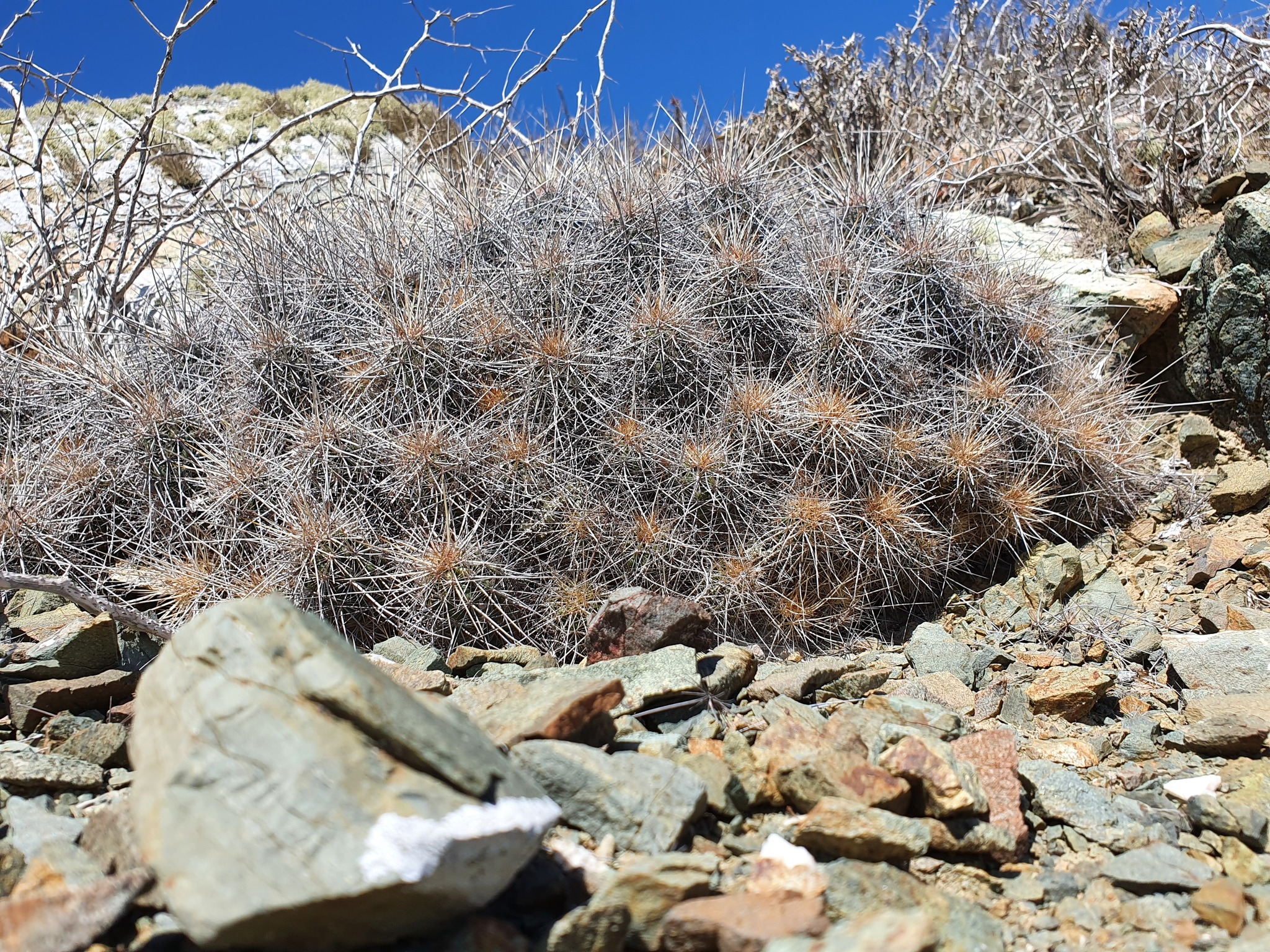
Planta en su hábitat

Crece tanto en colinas bajas como en cauces arenosos y montañas de granito con suelo de grava. El clima es muy seco y las lluvias de verano generalmente comienzan en agosto, más tarde que en el resto de la región del desierto de Sonora, pero estas islas reciben niebla la mayor parte del año.

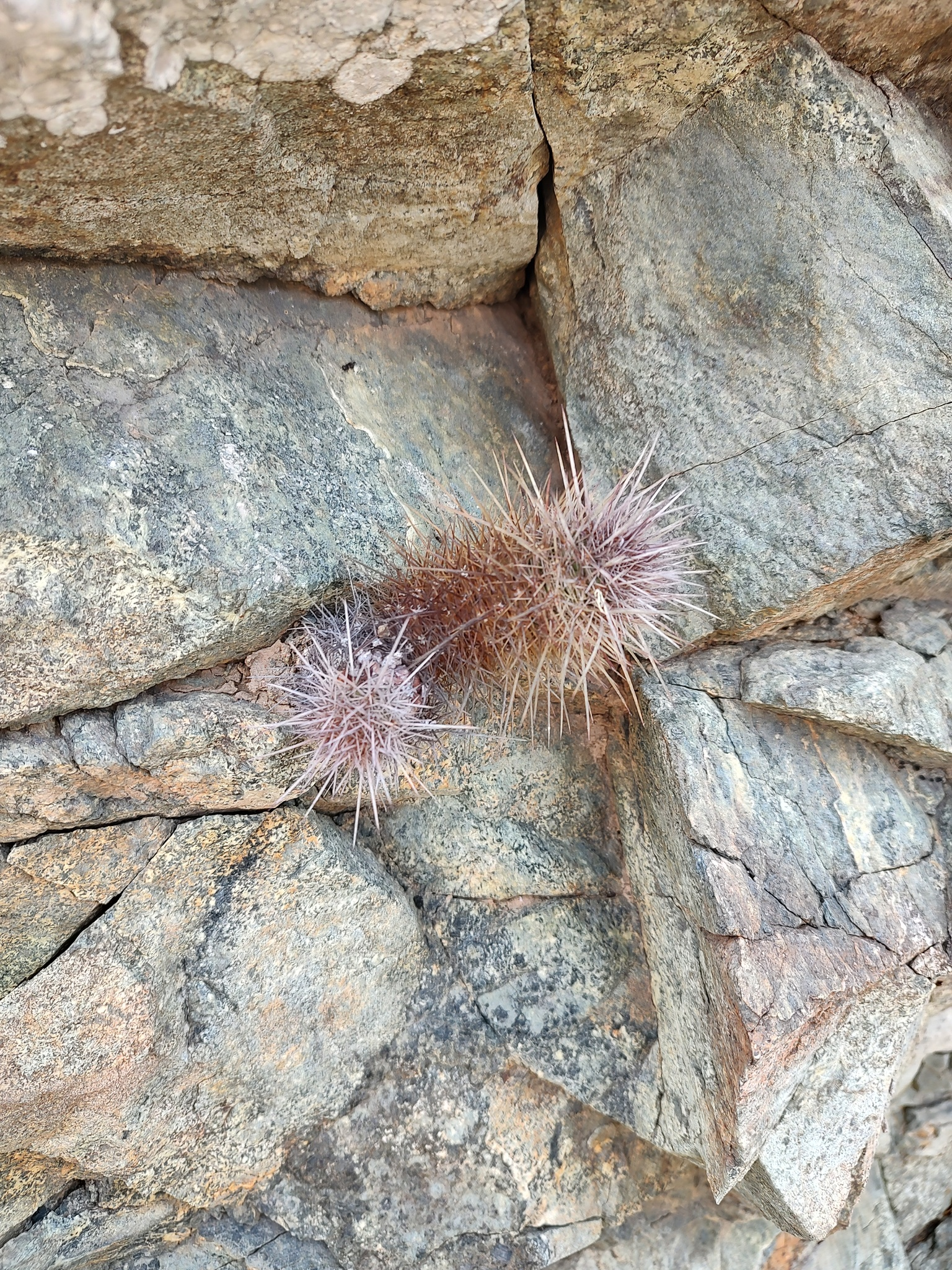
Planta creciendo entre las grietas de las rocas

Las mismas áreas donde habita esta especie sustentan muchas suculentas endémicas y plantas xerófitas como Cochemiea halei, Cochemiea poselgeri, Cochemiea dioica, Cochemiea schumannii, Stenocereus eruca, Stenocereus gummosus, Cylindropuntia molesta, Cylindropuntia cholla, Cylindropuntia tesajo, Opuntia pycnantha, Grusonia invicta, Pachycereus pringlei, Stenocereus thurberi y Lophocereus schottii.

## Taxonomía
Echinocereus barthelowianus fue descrita por los botánicos estadounidenses Nathaniel Lord Britton y Joseph Nelson Rose, y publicada por primera vez en el libro The Cactaceae; descriptions and illustrations of plants of the cactus family 3: 41 en 1922.
Etimología
- Echinocereus: nombre genérico formado a partir de las palabras latinas ĕchīnus (que significa ‘erizo’) y cereus (que se traduce como 'vela' o 'cirio'), en alusión a los tallos cortos, columnares y espinosos que presentan las especies de este género.[8]
- barthelowianus: epíteto específico otorgado en honor al capitán Benjamin Grady Barthalow (escrita incorrectamente como «Barthelow» por Britton y Rose), en cuya compañía el Dr. Rose recolectó la planta durante una exploración de la costa de Baja California a bordo del barco de vapor estadounidense Albatross en 1911. La ortografía original «barthelowanus» se puede corregir a «barthelowianus» según el artículo 60 del Código Internacional de Nomenclatura.[9][10]

## Estado de conservación
En la Lista Roja de Especies Amenazadas de la UICN, la especie está clasificada como  “En Peligro de Extinción (EN)”.
Las principales amenazas que enfrenta esta especie provienen de las actividades mineras. En la Isla Santa Margarita, la presencia de cabras asilvestradas genera impactos negativos, ya que al pisotear las plantas y el suelo, provocan erosión e impiden la regeneración natural de la vegetación. En la misma isla, la expansión de instalaciones militares por parte de los marines, como la ampliación de cuarteles y la extracción de materiales para la construcción, representa una amenaza adicional vinculada al crecimiento urbano. Asimismo, existen proyectos previstos para el desarrollo turístico en la isla, lo que podría intensificar la presión sobre el ecosistema local. Además, durante el gobierno del presidente Franklin Delano Roosevelt, la isla fue utilizada como base militar y escenario de entrenamientos, una situación que probablemente afectó negativamente a las poblaciones de la especie.

## Usos
Echinocereus barthelowianus se cultiva principalmente con fines ornamentales debido a su atractivo aspecto, especialmente cuando está bien desarrollado. Aunque es una especie difícil de cultivar, destaca por su valor estético, tanto en jardines como en macetas.

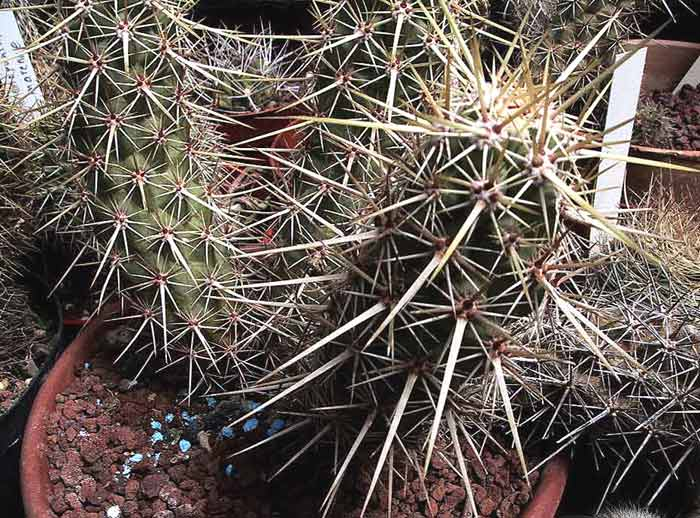
Cultivo en maceta

Este cactus requiere un sustrato suelto y bien drenado, idealmente una mezcla específica para cactus. Debido a su crecimiento rápido, conviene trasplantarlo cada dos años o cuando sobrepasa el tamaño de su contenedor, siempre usando sustrato nuevo. Tolera bien el sol intenso, aunque durante las primeras etapas de cultivo es preferible ubicarlo en sombra parcial. En interiores necesita luz brillante y algo de sol directo. La exposición a luz intensa favorece la producción de espinas y puede provocar un leve bronceado en la planta.
Durante la temporada de crecimiento, requiere riegos moderados, dejando secar completamente el sustrato entre riegos. En otoño debe reducirse el riego, y en invierno mantenerse seca para evitar la pudrición. Soporta temperaturas de hasta -5 °C si el ambiente permanece seco. Es recomendable añadir un fertilizante líquido rico en potasio de forma ocasional durante el crecimiento activo. En invierno, puede mantenerse sin problemas entre 5 y 15 °C siempre que reciba abundante luz.
Aunque es una planta relativamente resistente, puede verse afectada por plagas como cochinillas y ácaros. Las infestaciones en tallos o raíces pueden facilitar infecciones fúngicas. Se propaga con facilidad mediante esquejes o semillas. Los esquejes deben tomarse en primavera o verano, dejarse secar hasta formar una costra y luego plantarse en un sustrato fresco y ligeramente húmedo. Las semillas germinan entre 14 y 28 días a 20 °C, aunque las plántulas requieren protección frente a la luz intensa y la sequedad.